# 小睛斑鰩
小睛斑鰩（學名：Raja microocellata），為軟骨魚綱鰩目鰩科鰩屬的一種，分布於東大西洋英格蘭西南部與愛爾蘭到西撒哈拉的里奧德奧羅海域，深度可達100公尺，本魚體盤呈菱形，有明顯較小的眼睛，頭頂有氣孔，吻部尖，尾部始於菱形體盤，體色從灰橄欖色到淺棕色不等，背部有較淺的斑點，還有與胸鰭邊緣平行的淺色條紋，腹部是白色，尾部和身體中線長有刺，體長可達87公分，體重可達4.5公斤，棲息在沿海沙石底質海域，有時會進入河口，為底棲性魚類，肉食性，以甲殼類、頭足類、硬骨魚為食，卵生，雄魚和雌魚以擁抱的方式進行交配，生活習性不明，可作為食用魚。